# Typhonium bachmaense
Typhonium bachmaense är en kallaväxtart som beskrevs av Van Dzu Nguyen och Wilbert Leonard Anna Hetterscheid. Typhonium bachmaense ingår i släktet Typhonium och familjen kallaväxter.
Artens utbredningsområde är Vietnam. Inga underarter finns listade.